# Brijuni
Brijuni ili Brioni su istarsko otočje i nacionalni park u hrvatskom dijelu sjevernog Jadranskog mora. Sastoje se od dva otoka i dvanaest otočića.

## Zemljopis
Nalaze se koji kilometar zapadno od istarske obale, nasuprot Fažane, te se sastoje od 14 otoka i otočića ukupne površine 33,9 km kvadratna (površina otoka i akvatorija; na brijunski akvatorij otpada 80 % ukupne površine). 
Dva najveća otoka su Veliki Brijun 7 km2 i Mali Brijun 1,7 km2, a manji su Sveti Marko, Gaz, Obljak, Supin, Supinić, Galija, Grunj, Vanga, Madona, Vrsar, Kozada i Sveti Jerolim.

## Povijest
Brijuni imaju bogatu povijest: prvi, zasada nama poznati tragovi ljudskog djelovanja na Brijunima, sežu u treće tisućljeće prije Krista, kada su na Brijunima živjeli etnički nepoznati stanovnici koji su se bavili ratarstvom, stočarstvom, lovom i ribolovom, a oružje i oruđe izrađivali su od kamena, kostiju i pruća... Za vrijeme velike Egejske seobe naroda u prvom tisućljeću prije Krista na Brijune dolazi ilirsko pleme Histri, po kojima je kasnije Istra i dobila ime. Nakon kojih su došli Rimljani, a od 6. do 8. st. otočjem je (kao i Istrom) vladao Bizant. Na Brijunima postoje mnogi kulturno-povijesni ostaci od kojih su najpoznatiji i najsačuvaniji: rimski ladanjski dvorac iz I.-II. st. s termama, Venerinim hramom, zatim Bizantski kastrum, te bazilika Sv. Marije iz V.-VI. stoljeća, crkva Sv. Germana iz 15. stoljeća. 
Zahvaljujući svojoj razvedenoj obali, povijesti, raznovrsnoj flori i fauni, zbog čega Brijune znaju zvati "raj na Zemlji", Brijuni su 27. listopada 1983. godine proglašeni nacionalnim parkom i omiljena su turistička destinacija.

### Brijunski sastanci
Brionsko otočje je odavno bilo i ostalo sinonim za glamur. Još početkom 20. stoljeća tu su se odmarali austrijski nadvojvoda Franz Ferdinand, slikar Gustav Klimt, kompozitor Richard Strauss, književnici George Bernard Shaw i Thomas Mann. No, pravi procvat otočje je doživjelo od 1950-ih godina, kada je Josip Broz na Brionima ugostio 90 državnika iz 60 zemalja.
Osim što je s egipatskim predsjednikom Nasserom i indijskim predsjednikom vlade Nehruom potpisao Brionsku deklaraciju, ugostio je i francuskog predsjednika de Gaullea, njemačkog kancelara Brandta, vođu SSSR-a Brežnjeva, britanskog državnika Churchilla, predsjednika SSSR-a Hruščova, egipatskog predsjednika Sadata, iračkog predsjednika Sadama Huseina, kubanskog predsjednika Fidela Castra. Bile su tu i filmske zvijezde, a među najsjajnije se ubrajaju: Gina Lollobrigida, Sophia Loren, Richard Burton, te Angelina Jolie u novije vrijeme. 1987 otočje je ugostilo i Ministarski sastanak mediteranskih članica Pokreta nesvrstanih.
Na Brijunima je svjetski glasoviti hrvatski fizičar Dubravko Tadić bio glavni organizator prve međunarodne konferencije iz fizike u neovisnoj Hrvatskoj VIIth Adriatic Meeting on Particle Physics, zajedno s D. Klabučarom i I. Picekom. Održala se od 13. – 20. rujna 1994.).
Na Brijunima je prvi hrvatski predsjednik dr. Franjo Tuđman održavao brojne sastanke. Najpoznatiji je Brijunski sastanak od 31. srpnja 1995. na kojem je s generalima Hrvatske vojske i drugim vojnim dužnosnicima dogovorio konačni plan vojno-redarstvene operacije Oluja čija je uspješna izvedba Hrvatskoj (i BiH) donijela mir.
Danas su i meka mnogih turista i mjesto gdje se održavaju kazališne predstave zahvaljujući poznatom glumcu i redatelju Radi Šerbedžiji. Danas su također mjesto gdje ponekad visoki dužnosnici nove hrvatske države povremeno primaju inozemne delegacije u službenoj rezidenciji.

## Galerija slika
- Arheološki lokalitet, Verige
- Vila
- Zalazak sunca
- Ostaci bizantskog kaštela
- Kaktusi
- Spomen-ploča Robertu Kochu
- Brijuni, Pula i okolica iz zraka
- Obala

## Vanjske poveznice
|  | Zajednički poslužitelj ima još gradiva o temi Brijuni |

- Brijunski transkript
- Fotografska radionica Brijuni
- Nacionalni park Brijuni
- Fotomonografija NP Brijuni
- Fotografije Brijuna